# 劉正彥 (宋朝)
劉正彥（11世纪—1129年），两宋之际军事人物。
其父刘法是北宋末年熙河经略使，在对西夏的战争中阵亡。劉正彥初为閤门祗候，宋高宗建炎二年（1128年），被其父部属王渊推荐，担任武德大夫、知濠州（今安徽省凤阳县）。擢升为御营右军副都统制，王渊分属下精兵三千，后来护送后宫、皇子抵达杭州（今浙江省杭州市）。建炎三年（1129年），王渊升任签书枢密院事，将给劉正彥索要回来，因此劉正彥与王渊有怨。劉正彥伙同苗傅发动兵变，劉正彥杀死王渊，苗傅杀死宦官康履，史称苗刘兵变。他们逼迫宋高宗传位给皇子赵旉，请隆祐太后孟氏临朝听政。劉正彥担任御营副都统制、淮西制置副使。張浚、韩世忠起兵勤王，兵临杭州城下，劉正彥、苗傅趁夜从涌金门逃出杭州，劉正彥在浦城被韩世忠所擒。苗傅被捕后，两人一起被磔死在建康府（今江苏省南京市）。